# Andrea Ercolani Volta
Andrea Ercolani Volta (* 20. April 1995) ist ein Leichtathlet aus San Marino, der sich auf den Hürdenlauf spezialisiert hat.

## Sportliche Laufbahn
Erste internationale Erfahrungen sammelte Andrea Ercolani Volta im Jahr 2011, als er bei den Jugendweltmeisterschaften nahe Lille mit 24,69 s in der ersten Runde im 200-Meter-Lauf ausschied. 2013 schied er bei den Junioreneuropameisterschaften in Rieti mit 57,48 s in der Vorrunde im 400-Meter-Hürdenlauf aus und im Jahr darauf kam er bei den Juniorenweltmeisterschaften in Eugene mit 56,11 s ebenfalls nicht über den Vorlauf hinaus. 2015 gewann er bei den Spielen der kleinen Staaten von Europa (GSSE) in Reykjavík in 55,16 s die Silbermedaille über 400 m Hürden hinter dem Isländer Ívar Kristinn Jasonarson und belegte mit der san-marinesischen 4-mal-100-Meter-Staffel in 45,11 s den vierten Platz und gelangte mit der 4-mal-400-Meter-Staffel mit 3:37,60 min auf Rang fünf. Anschließend wurde er bei der 3. Liga der Team-Europameisterschaft im Rahmen der Europaspiele in Baku in 53,70 s Zweiter im B-Lauf, ehe er bei den U23-Europameisterschaften in Tallinn mit 52,72 s in der ersten Runde ausschied. 2017 gewann er bei den GSSE in Serravalle in 53,07 s die Bronzemedaille über 400 m Hürden hinter dem Luxemburger Jacques Frisch und Ívar Kristinn Jasonarson aus Island und belegte mit der 4-mal-400-Meter-Staffel in 3:23,28 min den fünften Platz. Anschließend kam er bei den U23-Europameisterschaften in Bydgoszcz mit 52,63 s nicht über den Vorlauf hinaus. 2018 verpasste er bei den Mittelmeerspielen in Tarragona mit 53,14 s den Finaleinzug und anschließend schied er bei den Europameisterschaften in Berlin mit 53,86 s in der Vorrunde aus.
2019 gewann er bei den Spielen der kleinen Staaten von Europa in Bar in 53,48 s die Silbermedaille über 400 m Hürden hinter dem Isländer Ívar Kristinn Jasonarson und anschließend startete er dank einer Wildcard bei den Weltmeisterschaften in Doha und schied dort mit 52,60 s in der ersten Runde aus. Im Jahr darauf wurde er bei den Balkan-Hallenmeisterschaften in Istanbul in 49,95 s Fünfter im B-Lauf über 400 Meter und 2022 wurde er bei den Balkan-Hallenmeisterschaften ebendort in 51,48 s Sechster im B-Lauf. Im Juni schied er bei den Mittelmeerspielen in Oran mit 52,35 s im Vorlauf über 400 m Hürden aus und anschließend kam er bei den Europameisterschaften in München mit 52,59 s nicht über die erste Runde hinaus. Im Jahr darauf wurde er bei der 3. Liga der Team-Europameisterschaft im Rahmen der Europaspiele in Chorzów in 52,19 s Dritter im Hürdenlauf und gelangte mit der Mixed-Staffel über 4-mal 400 Meter mit 3:43,50 min auf Rang sechs. Bei den GSSE in Marsa siegte er in 52,12 s über 400 m Hürden und belegte mit der Staffel in 3:19,96 min den fünften Platz. Anschließend startete er dank einer Wildcard bei den Weltmeisterschaften in Budapest und schied dort mit 52,69 s in der ersten Runde aus. 2024 gelangte er bei den Balkan-Meisterschaften in Izmir mit 53,68 s auf Rang elf im Hürdenlauf und belegte in 3:19,65 min den fünften Platz in der 4-mal-400-Meter-Staffel.

## Persönliche Bestleistungen
- 400 Meter: 49,39 s, 21. Mai 2022 in Fabriano
  - 400 Meter (Halle): 49,62 s, 29. Januar 2023 in Ancona
- 400 m Hürden: 52,12 s, 3. Juni 2023 in Marsa (san-marinesischer Rekord)